# Ley del Himno Nacional de Hong Kong

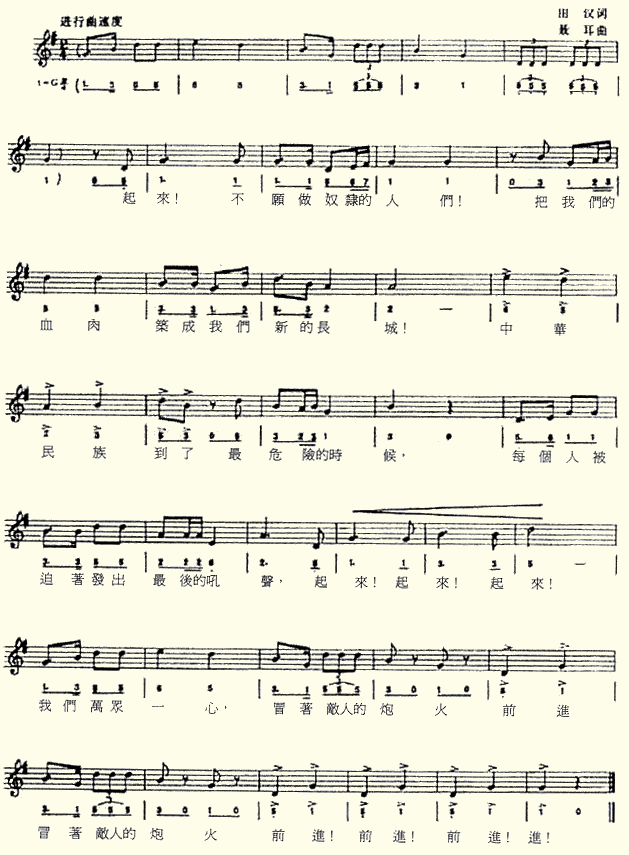
La "Marcha de los Voluntarios", himno nacional de la república Popular de China.

El Proyecto de Ley de Himno Nacional (chino: 國歌條例草案) es un proyecto de ley de Hong Kong destinado a preservar la dignidad de la "Marcha de los Voluntarios", el himno nacional de la República Popular China, para que los residentes de Hong Kong respeten el himno nacional. Se propone aplicar la Ley de la República Popular China sobre el Himno Nacional (la Ley del Himno Nacional) en la legislación local. El proyecto de ley de himnos nacionales se publicó en el Boletín Oficial el 11 de enero de 2019.

## Antecedentes
Las relaciones entre Hong Kong y el Gobierno Central se volvieron más tensas tras las protestas de Hong Kong de 2014, algunas de las cuales pasaron de la calle al campo de fútbol.  Desde 2015, la selección nacional de fútbol de Hong Kong ha visto un aumento en el abucheo de la "Marcha de los Voluntarios", de manera más prominente en los partidos internacionales de fútbol. El primer incidente fue durante el partido contra Maldivas en la fase de clasificación para la Copa Mundial de la FIFA 2018 en el estadio Mong Kok en junio de 2015, cuando los aficionados abuchearon durante el himno nacional antes del partido. El abucheo se repitió durante otro partido en Catar en septiembre de 2015. La FIFA había advertido a la Asociación de Fútbol de Hong Kong (HKFA) sobre la conducta de los aficionados y había impuesto una multa de 5.000CHF por el abucheo que sufrió en su país contra Catar. La HKFA fue multada por 10.000CHF (HK$77.150) de nuevo por abuchear el himno antes del partido en casa contra el equipo de relaciones públicas de China el 17 de noviembre de 2015.
En respuesta, el gobierno central chino dio a conocer su intención de aplicar una ley de himnos nacionales tanto en Hong Kong como en el continente, argumentando que ayudaría a fomentar los valores sociales y promover el patriotismo. La República Popular China sobre el Himno Nacional (la Ley del Himno Nacional) fue adoptada en la 29ª sesión del Comité Permanente del 12º Congreso Nacional Popular (NPCSC) el 1 de septiembre de 2017, y entró en vigor en todo el país el 1 de octubre de 2017. La ley establece normas para el uso del himno nacional. Prohibiría el uso del himno en anuncios comerciales, y requeriría que los asistentes a los eventos se pusieran de pie "solemnemente" cuando suena el himno. Los violadores, incluyendo aquellos que modifican la letra o se burlan de la canción o la tocan en ocasiones "inapropiadas", pueden ser detenidos hasta 15 días o enfrentarse a un proceso penal.
El 4 de noviembre de 2017, la NPCSC adoptó la decisión de añadir la Ley de himnos nacionales al anexo III de la Ley Fundamental de Hong Kong. De conformidad con el artículo 18, apartado 2, de la Ley Fundamental, las leyes nacionales enumeradas en el anexo III de la Ley Fundamental se aplicarán localmente mediante promulgación o legislación por la Región Administrativa Especial de Hong Kong (RAEHK).

## Preocupaciones
Craig Choy, del Grupo de Abogados Progresistas, dijo que no era práctico esperar que todos los camareros y clientes de un restaurante local se pusieran de pie cuando se escuchara el himno nacional.[cita requerida] El profesor principal de derecho de la Universidad de Hong Kong, Eric Cheung, también dijo que sería poco realista incluir una disposición sobre la obligación de presentarse. También dijo que "sería bastante aterrador" si "tuvieras que seguir la ideología y las expresiones del socialismo en la China continental".
Eric Cheung dijo que las disposiciones "ideológicas" y "orientativas" de la ley de himnos nacionales propuesta por el gobierno, incluida una cláusula que establece que las escuelas primarias y secundarias tendrían que enseñar a los alumnos a cantar y comprender la historia de la "Marcha de los Voluntarios", era una "desviación completa" de las normas del derecho consuetudinario. En la versión continental de la ley, "las escuelas secundarias y primarias considerarán el himno nacional como un componente importante de la educación para promover el patriotismo, organizar a los estudiantes para que aprendan a cantar el himno nacional y enseñarles la historia y el espíritu del himno nacional y observar la etiqueta para interpretar y cantar el himno nacional". Cheung dijo que si la disposición se establece pero no castiga al infractor, puede haber quienes deliberadamente se dediquen a tal acto, lo que disminuiría la solemnidad y la dignidad de la ley.
En respuesta a las preocupaciones y a la petición de una consulta pública, la jefa ejecutiva Carrie Lam la rechazó afirmando que "no entiendo por qué hay que insistir en el término `consulta pública'", llamando al término solo una'etiqueta'. También insistió en que el proyecto de ley propuesto solo se dirige a las personas que insultan deliberadamente el himno nacional y a los residentes para que no se preocupen por ello.